# 가거도 해양경찰헬기 추락 사고
가거도 해양경찰헬기 추락 사고는 2015년 3월 13일 전라남도 신안군 가거도의 가거도항 방파제에 설치된 헬리패드에 착륙하던 AS565(B-511) 1기가 추락한 사고이다.

## 개요
가거도에서 충수염 응급환자가 발생하여, 가거도 보건지소가 목포한국병원이 운영하는 닥터헬기에 출동을 요청하였으나, 항속거리의 문제로 출동이 불가능해졌다. 전라남도 소방항공대에 재차 출동을 요청했으나 기상악화로 인해 거부당하자 해양경찰에 출동을 요청하였고, 해양경찰 헬기가 출동해 응급환자를 이송하기로 결정하였다. 그러나 가거도항 헬리포드는 야간 착륙에 필요한 유도등이 설치되어 있지 않았고, 해무가 짙게 끼어 착륙 도중 추락하였다.

## 결과
해양경찰관 3명이 순직하고, 1명이 실종되었다. 응급환자는 해경함정을 이용해 육지로 이동하였다.

## 같이 보기
- 독도 헬기 추락 사고
- 2022년 양양 헬기 추락 사고